# ハーディングフェーレ

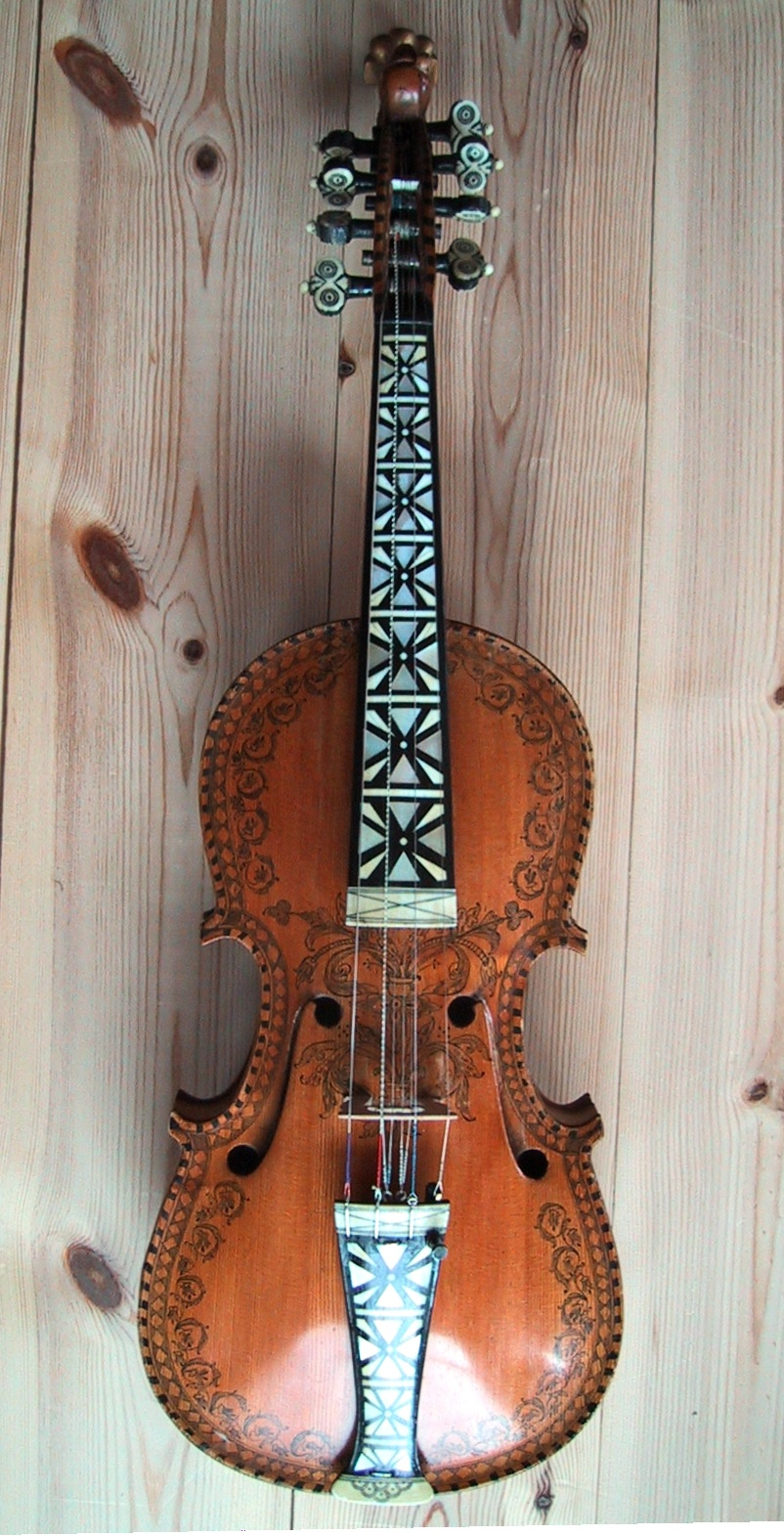
ハーディングフェーレ

ハーディングフェーレ（ノルウェー語: Hardingfele）はノルウェーの民族楽器である。ヴァイオリンよりやや小型の擦弦楽器で、4本の演奏弦に加え駒の下部に4～5本の共鳴弦が張られているのが特徴である。ノルウェーのハルダンゲル地方で生まれた。別称はハルダンゲル・フィドル、ハリングフェーレ。
指板や楽器の側面、縁取りなどに花模様や真珠貝での象嵌細工が施される。現存する最古の楽器は1651年のものである。
ノルウェー出身の作曲家、エドヴァルド・グリーグやゲイル・トヴェイトが自分の作品に用いている。グリーグは『ペール・ギュント』の前奏曲などにこの楽器を用いている。トヴェイトは2曲のハーディングフェーレ協奏曲を残している（作品163と作品252）。

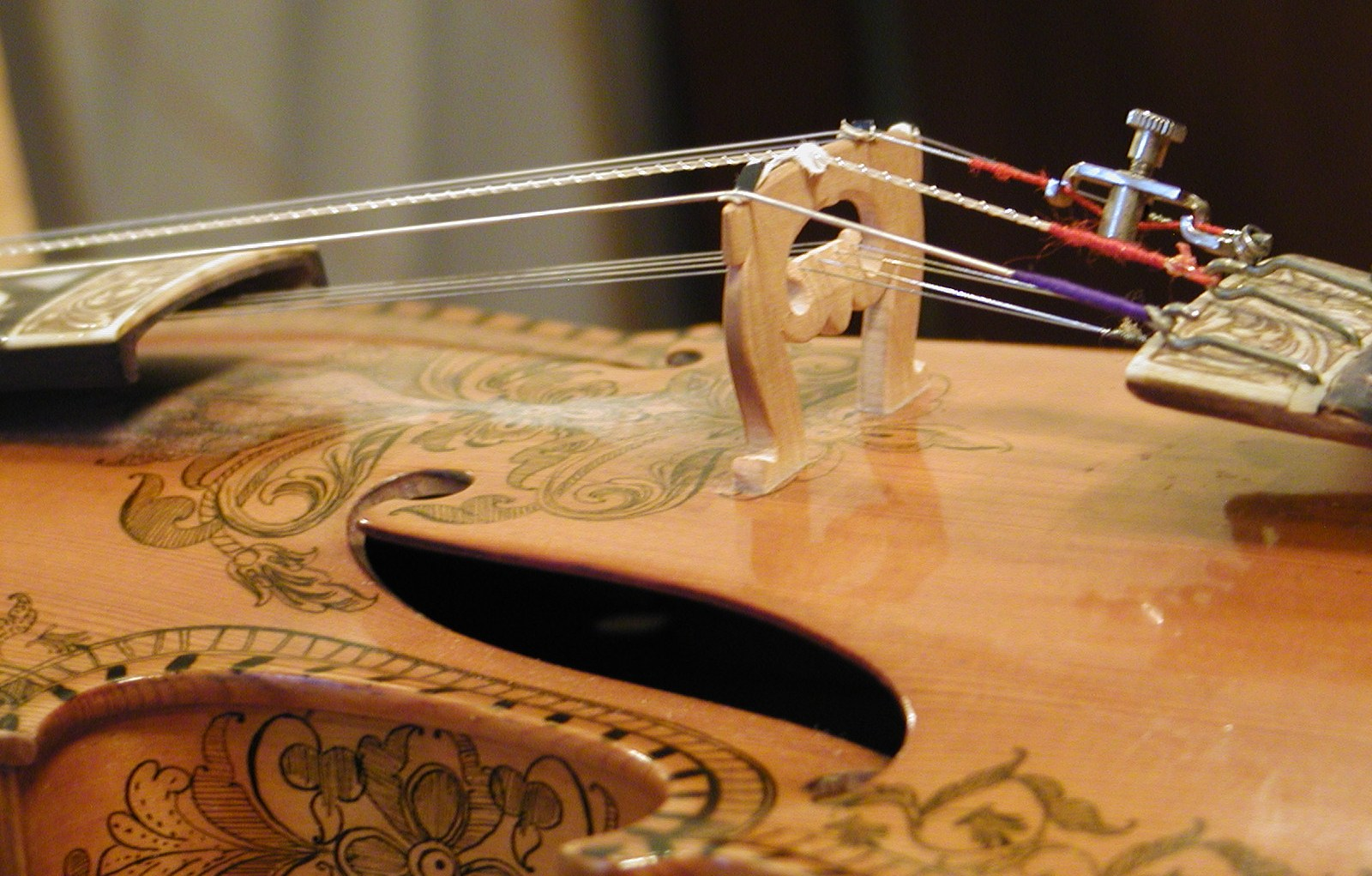
細部（共鳴弦）